# (9822) Hajduková
(9822) Hajduková – planetoida z pasa głównego asteroid okrążająca Słońce w ciągu 3 lat i 233 dni w średniej odległości 2,36 j.a. Została odkryta 26 marca 1971 roku w Obserwatorium Palomar przez Cornelisa i Ingrid van Houtenów na płytach Palomar Schmidt wykonanych przez Toma Gehrelsa. Nazwa planetoidy pochodzi od Márii Hajdukovej (ur. 1934), pracującej w Instytucie Astronomicznym Uniwersytetu Komeńskiego w Bratysławie (Obserwatorium Modra). Przed jej nadaniem planetoida nosiła oznaczenie tymczasowe (9822) 4114 T-1.